# Acentrogobius chlorostigmatoides
Acentrogobius chlorostigmatoides é uma espécie de peixe da família Gobiidae e da ordem Perciformes.

## Morfologia
Os machos podem atingir 11 cm de comprimento total.

## Habitat
É um peixe de clima tropical e demersal.

## Distribuição geográfica
Pode ser encontrado desde a Indonésia até à China, incluindo o delta do rio Mekong.

## Observações
É inofensivo para os seres humanos.